# Феодоровский городок
Фео́доровский городо́к — комплекс сооружений в городе Пушкин на Академическом проспекте у Фермского парка. Оригинальное название — Дома для причта и служащих Фёдоровского Государева собора.
В настоящее время является Патриаршим подворьем. Находится под управлением благочинного Царскосельского благочиннического округа.
В более широком значении Феодоровским городком иногда называется весь комплекс построек в стиле XIV-XVI вв., находившийся в Фермском парке, в который входили Феодоровский собор, дома для причта, Императорский павильон, Ратная палата и казармы Собственного Его Императорского Величества конвоя.

## История

### Строительство
Во время строительства Феодоровского собора, кроме самого храма, было решено построить архитектурный комплекс в национальном стиле. Инициатором и активным участником строительства был полковник Д. Н. Ломан. В первую очередь необходимо было возвести жилые помещения для причта собора. Строить здания было решено на противоположном от собора берегу пруда. Место было указано 11 [24] июня 1913 года.
Эскизы, составленные архитектором С. С. Кричинским, были одобрены Николаем II летом 1913 года (вероятно, 21 июля [3 августа] 1913 года). При этом император выдвинул два условия: дома должны быть построены в стиле Ростовского кремля; комплекс не должен резко диссонировать с Александровским дворцом.
Непосредственное руководство строительством осуществлял С. С. Кричинский. В сентябре 1913 года был образован «Комитет по строительству домов при Фёдоровском соборе», утверждённый 27 января [9 февраля] 1914 года. В состав Комитета вошли: ктитор Феодоровского собора, полковник Д. Н. Ломан; священник собора Алексий Кибардин; капитан Сводного пехотного полка Н. Н. Андреев и архитектор С. С. Кричинский.
Кроме того, тогда же был утверждён «Комитет по художественно-историческим вопросам», совещания которого приходили под председательством князя А. А. Ширинского-Шихматова. Постоянными членами Комитета были академики В. М. Васнецов, В. В. Суслов и П. П. Покрышкин; в обсуждениях принимали участие также архитектор В. Ф. Свиньин и художник Н. И. Кравченко.
В конце лета 1913 года была пущена первая очередь строительства: начало работ состоялось 26 августа (8 сентября), а закладка первого дома — для низших служащих — 25 сентября (8 октября). 5 (18) марта и 10 (23) мартаа 1914 года С. С. Кричинский представил Комитетам окончательный проект. 16 (29) апреля 1914 год стартовали основные работы, тогда же была собрана необходимая минимальная сумма, собранная из добровольных пожертвований для реализации проекта.
Дома для священников, причетников и некоторые другие постройки вчерне были закончены уже летом 1914 года. К сентябрю 1915 года была возведена Трапезная палата, в которой до 1917 года продолжалась отделка интерьеров. Тогда же построено здание бани и прачечной, впоследствии надстроено третьим этажом под водолечебницу. Работы в зданиях велись до июля 1918 года.
По инициативе Н. К. Рериха из Верхотурья были доставлены сто саженцев кедров. Их высадили напротив здания Трапезной на берегу прозрачного проточного пруда. В наши дни сохранилось 10 кедров.
12 (25) февраля 1917 года император Николай II посетил Феодоровский городок и оставил запись в книге посещений: «12 февраля 1917 г. осматривал с удовольствием постройки при Феодоровском Гос. соборе. Приветствую добрый почин в деле возрождения художественной красоты русского обихода. Спасибо всем потрудившимся. Бог на помощь вам и всем работникам в русском деле. Николай».
После революции февраля 1917 года временно исполнявшим должность смотрителя был назначен А. Г. Курбатов.

### Лазарет

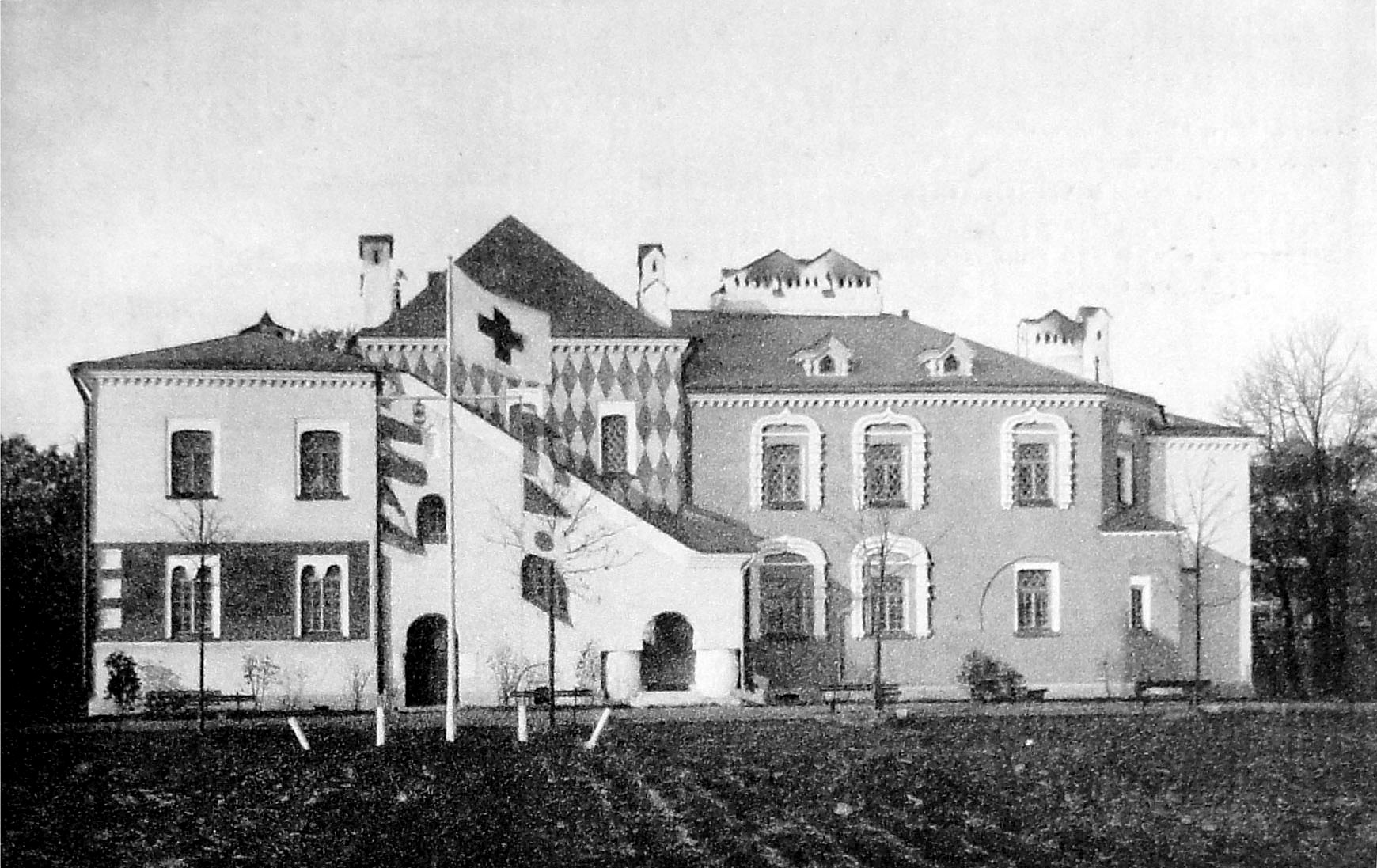
Дом причетников (лазарет)

Приказом по Управлению дворцового коменданта Царского Села от 13 (26) сентябряа 1914 года, с высочайшего соизволения, на время войны при Феодоровском соборе был открыт лазарет для раненых солдат № 17, а в 1916 году — для офицеров. Комендантом лазарета был назначен Д. Н. Ломан. Шефство над лазаретом взяли великие княжны Мария Николаевна и Анастасия Николаевна. Постройки использовались причтом Феодоровского собора и персоналом госпиталя совместно.
Для помощи персоналу госпиталя в зданиях Феодоровского городка был размещён Полевой Царскосельский военно-санитарный поезд № 143 её императорского величества государыни императрицы Александры Фёдоровны. Поезд привозил с фронта в Царское Село раненых, которые размещались в царскосельских лазаретах. Комендантом поезда был А. В. Воронин. Сюда в начале 1916 года по протекции Д. Н. Ломана был зачислен санитаром С. А. Есенин. В июне 1916 года он одновременно был определён в канцелярию Феодоровского собора.
В лазарете № 17 на различных должностях служили такие известные личности, как:
- преподаватель художественного чтения В. В. Сладкопевцев — заведовал делопроизводством в канцелярии;
- артист Петроградского театра музыкальной драмы Н. С. Артамонов — санитар;
- художник П. С. Наумов — санитар[3].

Одновременно в зданиях городка работали живописец И. А. Шарлемань, художник Г. И. Нарбут, фотограф В. К. Булла. В одной из башен творческую мастерскую устроил себе художник Г. И. Горелов.
Периодически в стенах Феодоровского городка для раненых, по инициативе Д. Н. Ломана, устраивались концерты:
- 22 июля (4 августа) 1916 года — концерт в честь тезоименитства императрицы Марии Фёдоровны и великой княжны Марии Николаевны. Ведущими были С. А. Есенин (написавший специально к концерту стихотворение «Царевны») и В. В. Сладкопевцев (прочитавший юмористические рассказы)[4]. Во втором отделении выступил Великорусский оркестр струнных, духовых и ударных инструментов В. В. Андреева. Третье отделение концерта состояло из сценической мозаики из былин, сказок, песен, присказок и поговорок «Вечер в тереме боярыни XVII века», одну из ролей в которой играла Л. Д. Блок.
- 28 декабря 1916 (10 января 1917) года — «Вечер народного искусства» в Трапезной палате. Его участниками были: балерина А. Я. Ваганова, певица Н. В. Плевицкая, актёр Н. Н. Ходотов, артистка В. К. Устругова, актёр В. Н. Давыдов, певец Ю. С. Морфесси, музыкант В. В. Андреев и поэт С. А. Есенин. Все выступавшие были одеты в костюмы в стиле XVII века.

### Музей древнерусского искусства

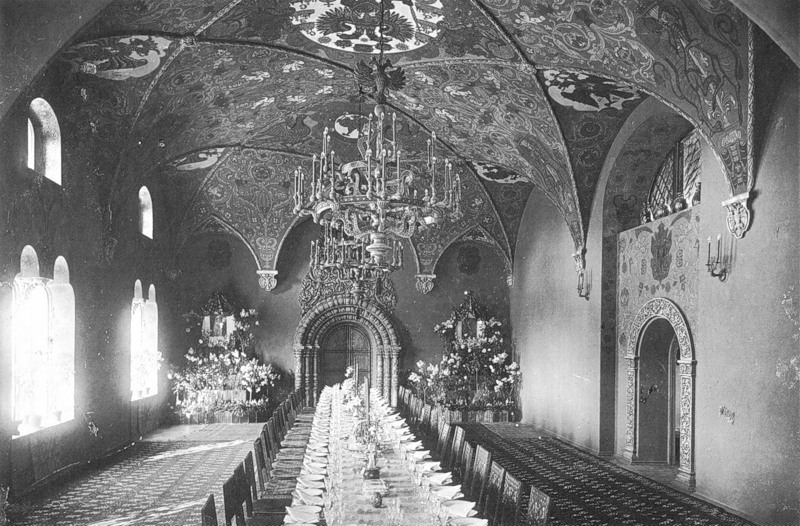
Интерьер Трапезной палаты был стилизован под Древнюю Русь

Во время строительства городка было выдвинуто предложение членов «Общества возрождения художественной Руси» Н. К. Рериха, В. М. Васнецова и И. Е. Репина открыть в одном из зданий Музей древнерусского искусства и зодчества. В Городке было решено создать уникальную коллекцию древнерусских орнаментов XVI и XVII веков: коллекцию парчи, коллекцию оружия XVI века, коллекцию икон и церковной утвари XVI и XVII веков. Коллекция быстро пополнялась, и в итоге образовалось крупное собрание предметов искусства.
Часто в квартире Д. Н. Ломана собирались деятели искусства, велись беседы о русской старине, речи и их возрождении. Среди гостей были художники В. М. и А. М. Васнецовы, М. В. Нестеров, Н. К. Рерих, И. Я. Билибин; архитекторы А. В. Щусев, А. В. Померанцев и С. С. Кричинский; музыкант В. В. Андреев; академик Н. П. Лихачев.

В памятный день 19 февраля, в годовщину освобождения крестьян и Сан-Стефанского договора, члены недавно возникшего Общества возрождения художественной Руси, работающие под председательством князя А. А. Ширинского-Шихматова над задачами применения древней русской красоты в современном обиходе, были приглашены в Царское Село для обозрения Феодоровского Государева собора и других зданий Царского городка, построенных в стиле XVII века и приспособленных к потребностям современной жизни.
Около часа члены общества съехались к Феодоровскому собору. Тут были, кроме председателя, член Гос. совета Серафим, архиепископ Тверской, начальник царскосельского дворцового управления князь М. С. Путятин, дворцовый комендант генерал В. Н. Воейков. <…>
После Феодоровского собора начался осмотр только что законченной трапезной палаты, башенной палаты, где объяснения давал расписывавший её художник Г. П. Пашков. Роспись и расцветка сводов и лестниц производили чарующее впечатление. После парадного завтрака, за которым пели певчие Сводного полка и читал свои стихи поэт-самородок из Рязанской губ. Есенин, началось обозрение ратной палаты, где объяснения давал кн. М. С. Путятин…— Возрождение художественной Руси // Новое время. 1917 № 14714. 21 февраля.

### Советский период

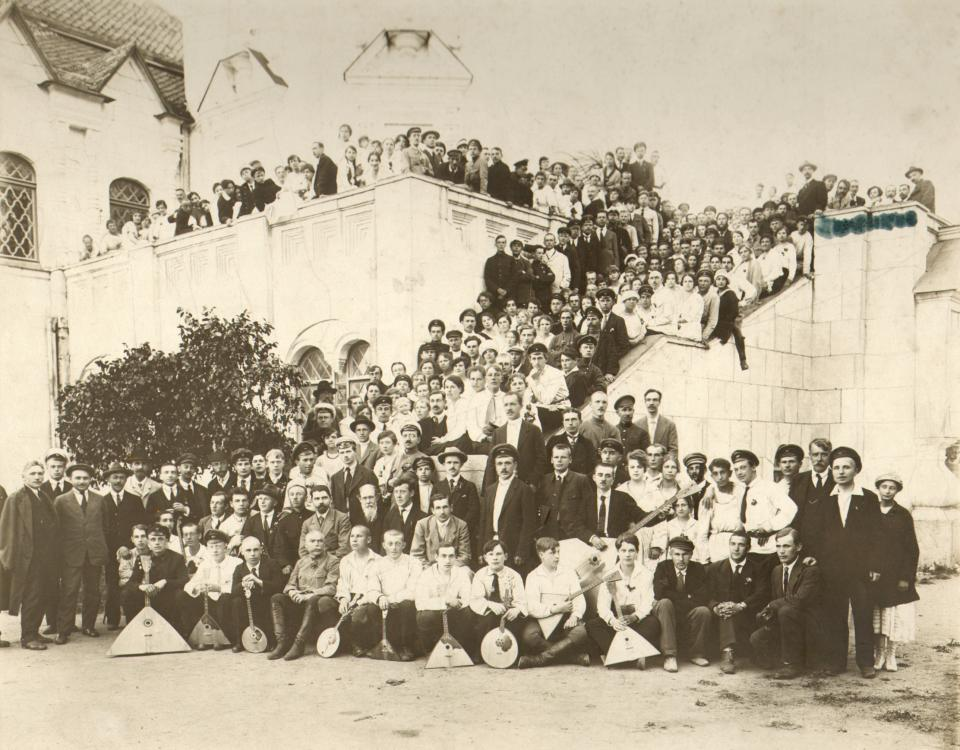
Студенты Агрономического института
у Трапезной палаты. Фото 1919 года

В городке, после закрытия лазаретов, хранилась коллекция церковной утвари, икон, оружия и других предметов русской старины — наследие «Общества возрождения художественной Руси».
В 1918 году комплекс был передан Петроградскому агрономическому институту. При оккупации Пушкина во время Великой Отечественной войны Феодоровский городок находился рядом с передним краем обороны немцев и очень сильно пострадал. Ценности, которые ещё оставались в нём, были вывезены.
По окончании войны предполагалось восстановить комплекс, однако больших работ так и не проводилось. Реставрация началась лишь в 1976 году.
В 1982 году в зданиях разместился филиал туристической гостиницы «Мир» на 163 места.

### Патриаршее подворье
В 1994 году комплекс Феодоровского городка был передан Русской православной церкви; в нём по благословению патриарха Алексия II было создано Патриаршее подворье, в стенах которого предполагалось разместить: резиденцию патриарха; музей истории Русской православной церкви в северо-западном регионе России; паломнический и учебный центр; иконописные мастерские; гостиницу.
В 2001 году ансамбль городка был включён в список памятников архитектуры федерального значения.
Подворье находится под управлением благочинного Царскосельского благочиннического округа. С 2007 года начался процесс передачи комплекса Троице-Сергиевой лавре. Но с 2010 года городок получил статус Синодального подворья. Предварительно, в соответствии с проектом здания будут выполнять следующие функции:
- Трапезная палата — резиденция Патриарха
- Дом для нижних чинов — гостиница для сопровождающих Патриарха лиц
- Белокаменная палата — гостиница для высокопоставленных гостей
- Розовая палата — гостевой дом.

В башнях также разместятся мастерские и музей истории православия в России.
В настоящее время частично отремонтированы три здания в восточной части комплекса. В юго-восточной башне некоторое время действовал ресторан «Старая башня». Реставрация проводится медленно. По оценкам экспертов, весь комплекс реставрационных и ремонтных работ в Федоровском городке обойдётся примерно в 5 тысяч долларов за квадратный метр площади.
В период с 2014 по 2015 год КГИОП в полном объеме согласована проектная документация по ремонту и реставрации объекта культурного наследия «Федоровский городок» с приспособлением к условиям современного использования.
В соответствии с условием охранного обязательства № 13 262 Пользователю необходимо выполнить комплексный ремонт и реставрацию объекта культурного наследия «Федоровский городок» до сентября 2019 года.

## Архитектура
Считается, что прообразом Феодоровского городка послужил сооружённый в XVII веке Царский дворец в селе Коломенском. Комплекс был задуман как посад и подворье, по образцу старинных монастырских или боярских усадеб, как правило состоящих из нескольких палат и теремов и обнесённых оградой. Крепостная стена в некоторых местах носила, кроме декоративного, и функциональный характер — она служила переходом между зданиями. В его архитектуре прослеживается подражание владимиро-суздальской и московской архитектуре XII—XVII веков. В плане комплекс представляет собой неправильный многоугольник.
Мебель и утварь для внутренней обстановки зданий изготовлялась в столярной мастерской, располагавшейся в доме для низших служащих. Её образцами были экспонаты Московского исторического музея, Строгановского училища и музея Археологической комиссии.

### Трапезная палата

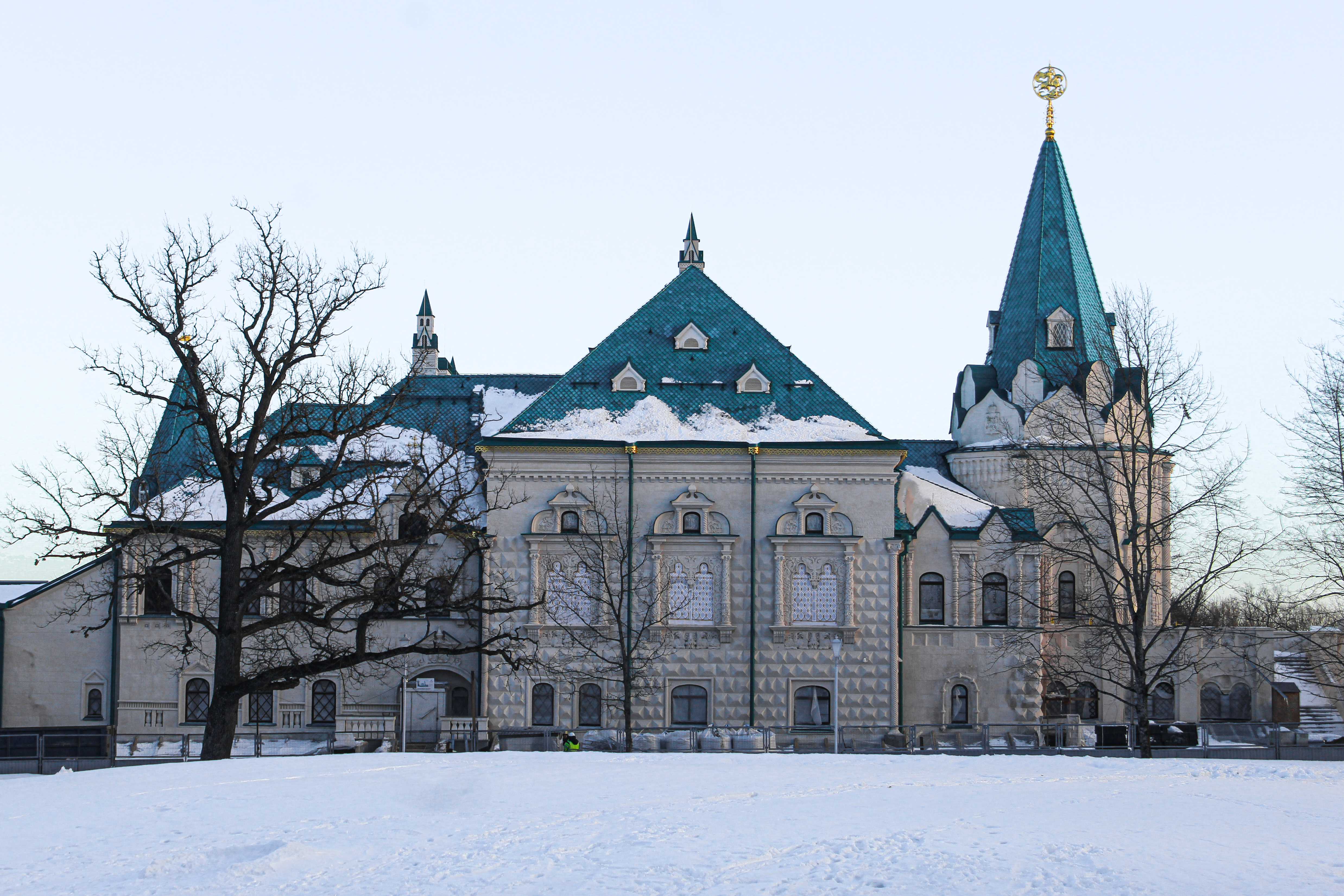
Трапезная палата

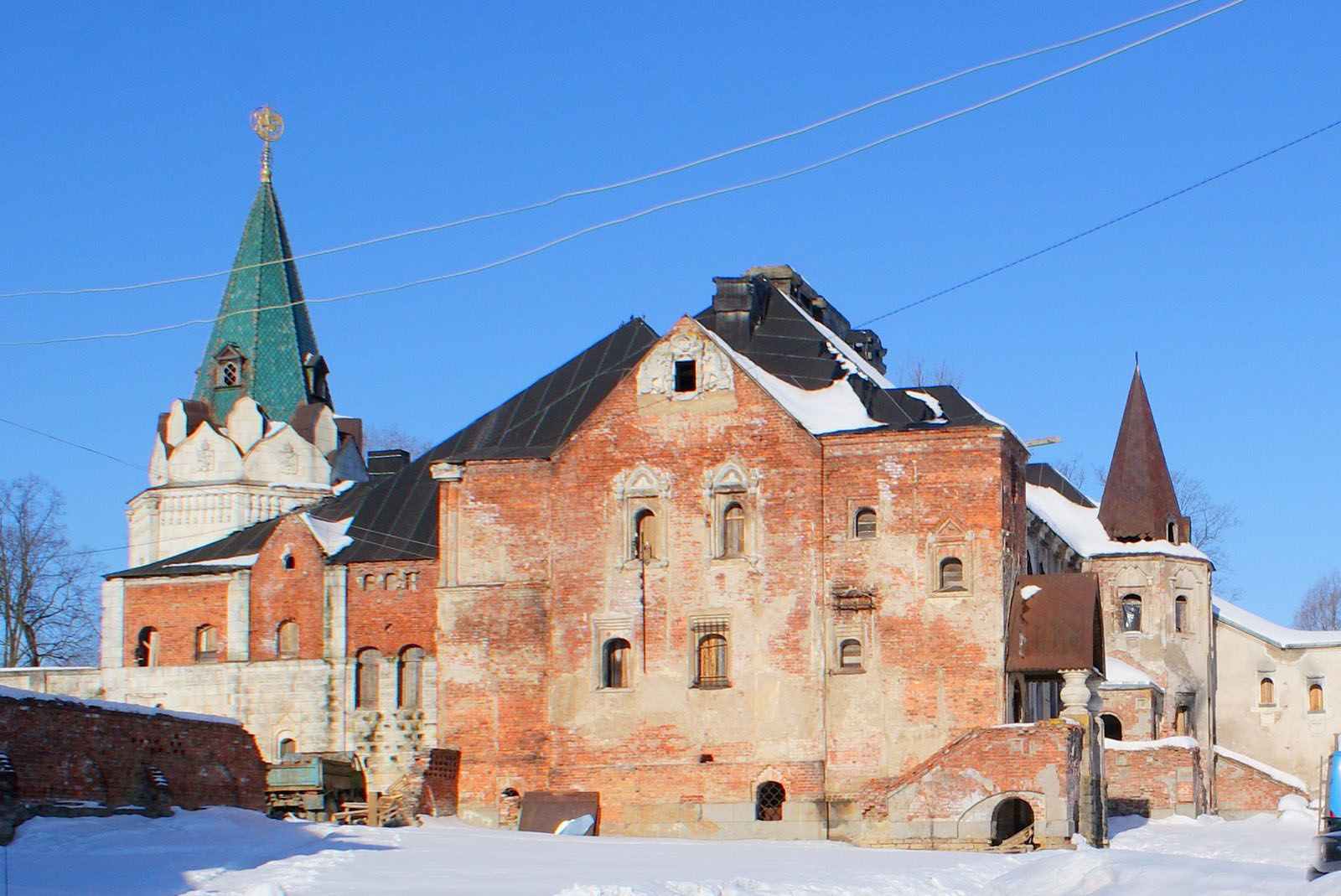
Трапезная палата. Вид со двора

Основной целью постройки палаты было устройство здания для собраний духовенства. Трапезная палата строилась с весны 1914 года по сентябрь 1915 года, после чего до 1917 года велись отделочные работы. Все росписи исполнил художник Г. П. Пашков.
Трапезная состоит из двух частей: двух- и трёхэтажной. Здание устроено на подвале, которое переходит в полуподвал. Главным фасадом Трапезная палата обращена к собору, торцевым — к Александровскому дворцу. Перед дворовым фасадом был разбит сад. Цоколь и внешние ступени здания из серого финляндского гранита. Главный и частично садовый фасады были облицованы белым старицким камнем. Всё здание было покрыто поливной зелёной черепицей кремлёвского типа.
Внутри в палате было четыре функциональные части:
- Парадная, включавшая зал на 200 человек, домовую церковь преподобного Сергия Радонежского, гостиную, бильярдную и библиотеку с прилегающими к ним проходными помещениями. В этой же части находились вестибюль и ходовые галереи. Здесь же находятся четыре лестницы: наружная гранитная (ведущая с улицы на второй этаж) и три внутренних. Кроме лестниц между двумя этажами был лифт.

- Главный зал трапезной двусветный. Нижний ряд окон был застеклён зеркальными стеклами в железных золочёных переплётах. В трапезную выходит окно из помещения библиотеки. Зал был перекрыт сомкнутым сводом с орнаментальной росписью. Стены были окрашены в один тон. Полы зала сделаны были из щитового паркета рисунка «прямая корзина».
- Церковь преподобного Сергия Радонежского была перекрыта сводом, в центральной части покрытым росписью, а в алтаре — вызолоченным. Иконостас в храме был деревянным, с медными прокладками в прорезях. Пол церкви был устлан массивным паркетом «в ёлку». В окнах находились цветные стекла. Храм предполагалось освятить в честь преподобного Сергия Радонежского, в связи с чем была испрошена, а 12 (25) декабря 1916 года передана часть мощей преподобного из Троице-Сергиевой лавры.

В помещениях парадной части находились: резное деревянное паникадило (копия бронзового паникадила Фёдоровского Государева собора); лепное изображение Фёдоровского городка; изготовленная в Москве бронзовая модель Фёдоровского собора, преподнесённая Николаю II 14 (27) декабря 1910 года.
- Квартира ктитора собора, располагавшаяся на двух этажах, состояла из 9 комнат. Она имела отдельное парадное крыльцо. Бо́льшая часть сводов была расписана. Внутренняя лестница освещалась круглым окном. Стены комнат были оклеены обоями, а коридоры окрашены светлой краской. Из столовой квартиры возможно было выйти на террасу, которая была переоборудована под сад. Кроме того, при квартире был ещё один сад, отгороженный кирпичным забором от остального внутреннего двора.
- Канцелярия собора.
- Подвал, в котором находились главная кухня, котельная, калорифер и кладовые. В главной кухне очаг был расположен посреди помещения, а дым выводился тоннелем под полом.

В настоящее время здание не используется.

### Дом священников

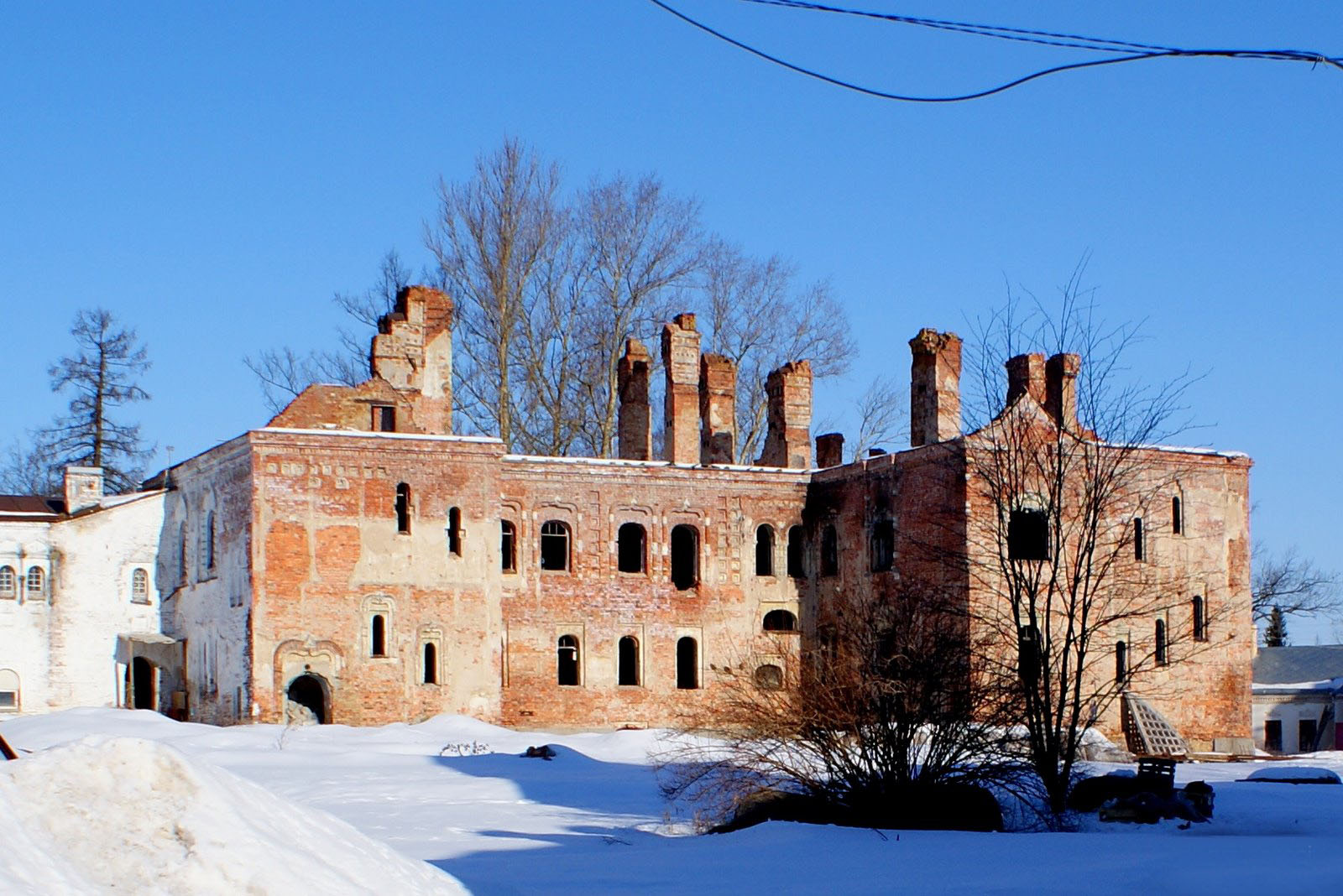
Дом священников. Вид со двора

Кроме первоначального, здание получило и другие наименования — «офицерский госпиталь» и «белокаменная палата». Дом предназначался для настоятеля и священников Фёдоровского собора. Начало работ по строительству дома состоялось 16 (29) апреля 1914 года, а к лету того же года здание было вчерне построено. В 1915—1917 годах продолжались живописные работы. За образцы для Дома священников были приняты палаты и терема Троице-Сергиевой лавры, Ростова и его округи.
Главным фасадом, облицованным старицким камнем, Дом священников расположен по линии главного фасада Трапезной палаты, с которой здание соединено переходом. Дворовый фасад, украшенный камнем, был оштукатурен. Цоколь и ступени устроены из серого финляндского гранита. Крыша была железной «в шашку».
В здании находились 4 пятикомнатные квартиры, кухни, людские, ванные комнаты, кладовые, веранды и два входа. Потолки лестницы и гостиных комнат были расписаны. Росписи имели исключительно церковный характер.
С началом Первой мировой войны здание было приспособлено под офицерский лазарет, который располагался на двух этажах. В связи с этим стены частично были оклеены обоями, выбелены или покрыты эмалевой краской.
Здание почти не пострадало от военных действий, в советский период были незначительные планировочные изменения. В настоящее время не используется.

### Дом диаконов

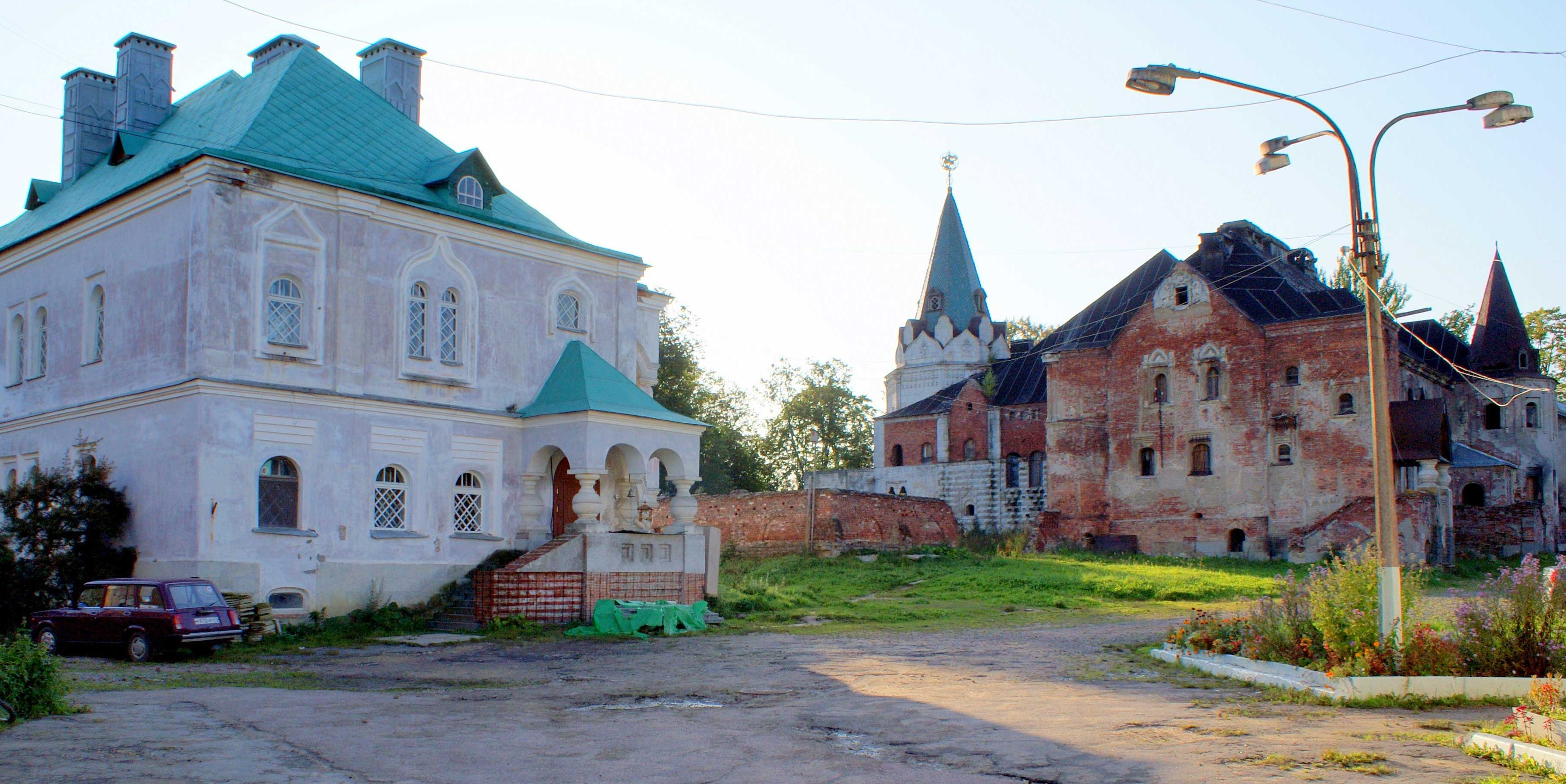
Розовая и Трапезная палаты. Вид со двора

Другие названия — «здание канцелярий»; «розовая палата». Дом предназначался для диаконов Фёдоровского собора. Строительство здания продолжалось с весны до конца 1914 года, когда оно вчерне было построено. Образцы для постройки Дома диаконов аналогичны образцам Дома священников.
Двухэтажное здание располагается в южной части внутреннего двора, рядом с кирпичным забором, ограждающим «Ктиторский сад». Гладкие стены фасада были оштукатурены и окрашены в розовый цвет; некоторые части вырублены из старицкого камня. Цоколь крыльца и лестницы облицованы ревельскими плитами. Здание было покрыто железом «в шашку». На углу здания расположены лоджии; во внешнем убранстве присутствуют декоративные арки с гирьками и дыньками.
В Доме диаконов были устроены 4 четырёхкомнатные квартиры, кухни и два входа. С самого начала здесь была размещена канцелярия. Диакона же проживали в квартирах на Магазейной улице.
В настоящее время здание используется.

### Дом причетников

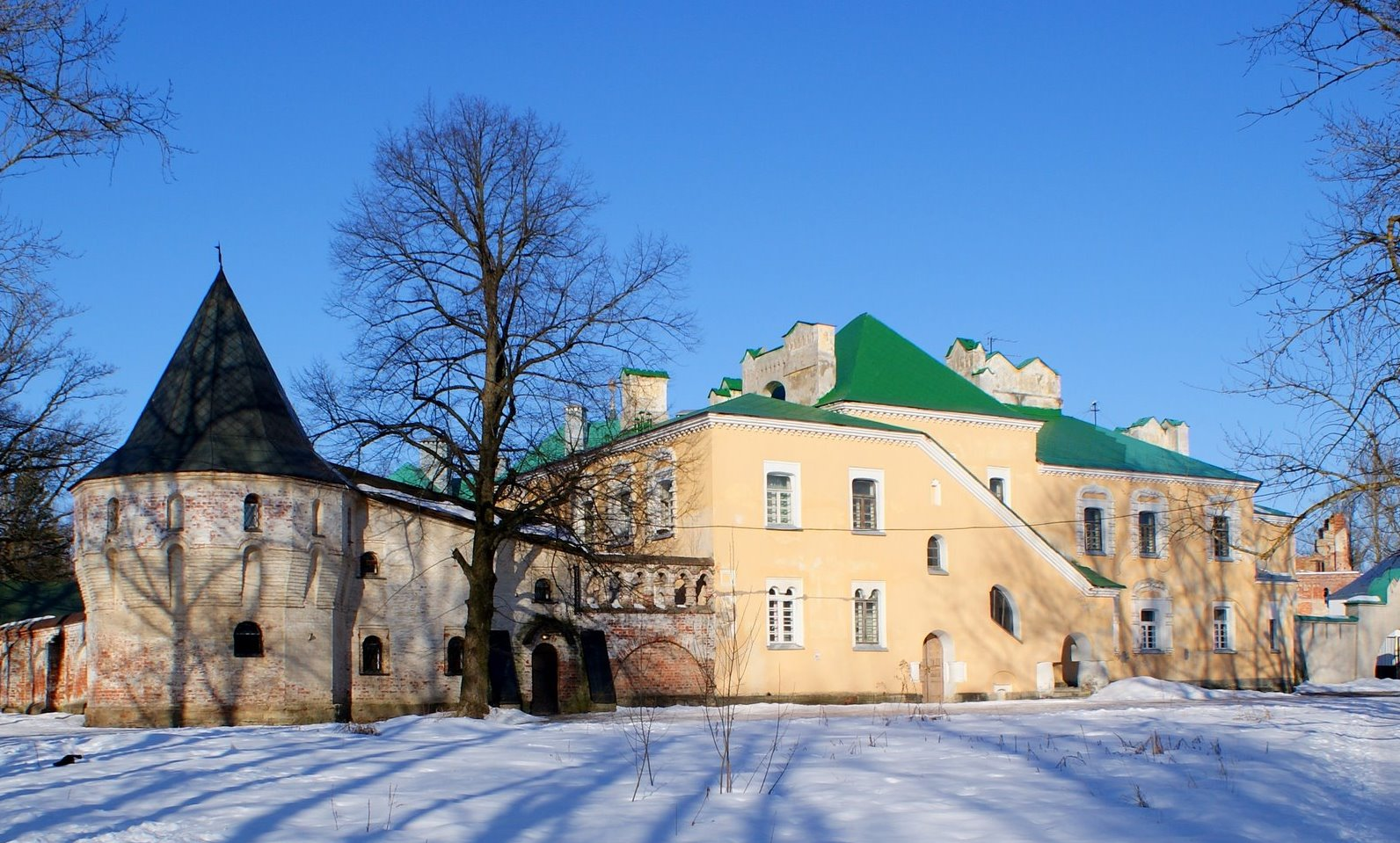
Жёлтая палата и угловая башня

Другие наименования — «солдатский госпиталь» и «жёлтая палата». Дом, предназначенный для размещения соборных церковнослужителей. Дом причетников — здание, с которого началась постройка всего комплекса. Возведение Дома продолжалось с 25 сентября (8 октября) 1913 года до лета 1914 года, когда он был готов вчерне.
Двухэтажное здание на жилом подвале находится на восточной стороне городка и обращено главным фасадом на Академический переулок. Цоколь, полы вестибюля и лестницы были облицованы путиловской плитой, а стены оштукатурены и окрашены в жёлтый цвет. Плоская железная крыша использовала фальцевое соединение.
Кроме трёхкомнатных квартир причетников, здесь предполагалось устроить и такую же квартиру для регента хора. Однако здание было передано под лазарет для нижних чинов. В подвале находились кухня, гладильная и служебные помещения. В целом, внутренняя отделка была похожа на отделку офицерского лазарета, за исключением росписи, которая в солдатском госпитале отсутствовала.
В настоящее время Жёлтая палата — основное здание Подворья.

### Дом для нижних чинов

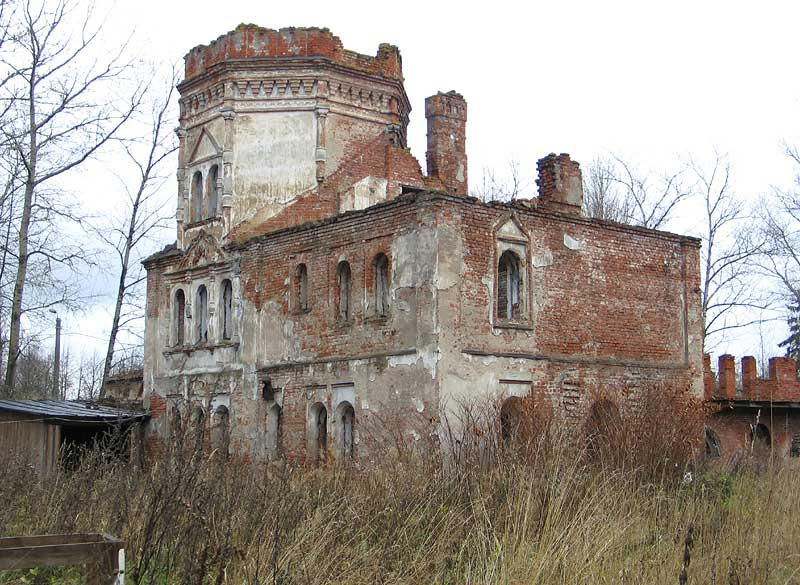
Дом для нижних чинов. Вид со двора

Среди других наименований — «здание для низших служащих лазарета», «башня Есенина», «розовая башня», «метеостанция». В здании предполагалось разместить нижние чины, состоявшие при церкви, старшему из которых предоставлялась отдельная квартира.
Здание находится в северо-восточной части комплекса, оно примыкает к службам и каменной ограде, заканчивающейся на северном углу башней. Дом состоит из двух частей — одноэтажной и двухэтажной, в которой находятся мансарда и башня. Отделка здания была простой; снаружи оно было оштукатурено, а цоколь облицован «рваным» камнем. Крыша в одноэтажной части была покрыта дранкой старинного рисунка, в остальной — прямым фальцем.
Во время Первой мировой войны здесь жили низшие служащие лазаретов. Этот дом непосредственно связан с жизнью поэтов Сергея Есенина, Николая Клюева, актёра Владимира Сладкопевцева, художников Константина Коровина и Георгия Нарбута.
В настоящее время не используется.

### Отдельный дом для низших и высших служащих
Здание строилось для смотрителя зданий, дворников, сторожей и других служащих городка.
Дом — одноэтажная каменная служебная постройка, расположенная вдоль северной стены городка. Во время строительства комплекса, в здании находились временные столярные мастерские, в которых изготавливалась мебель для палат Феодоровского городка.
В настоящее время не используется.

### Бани и прачечная

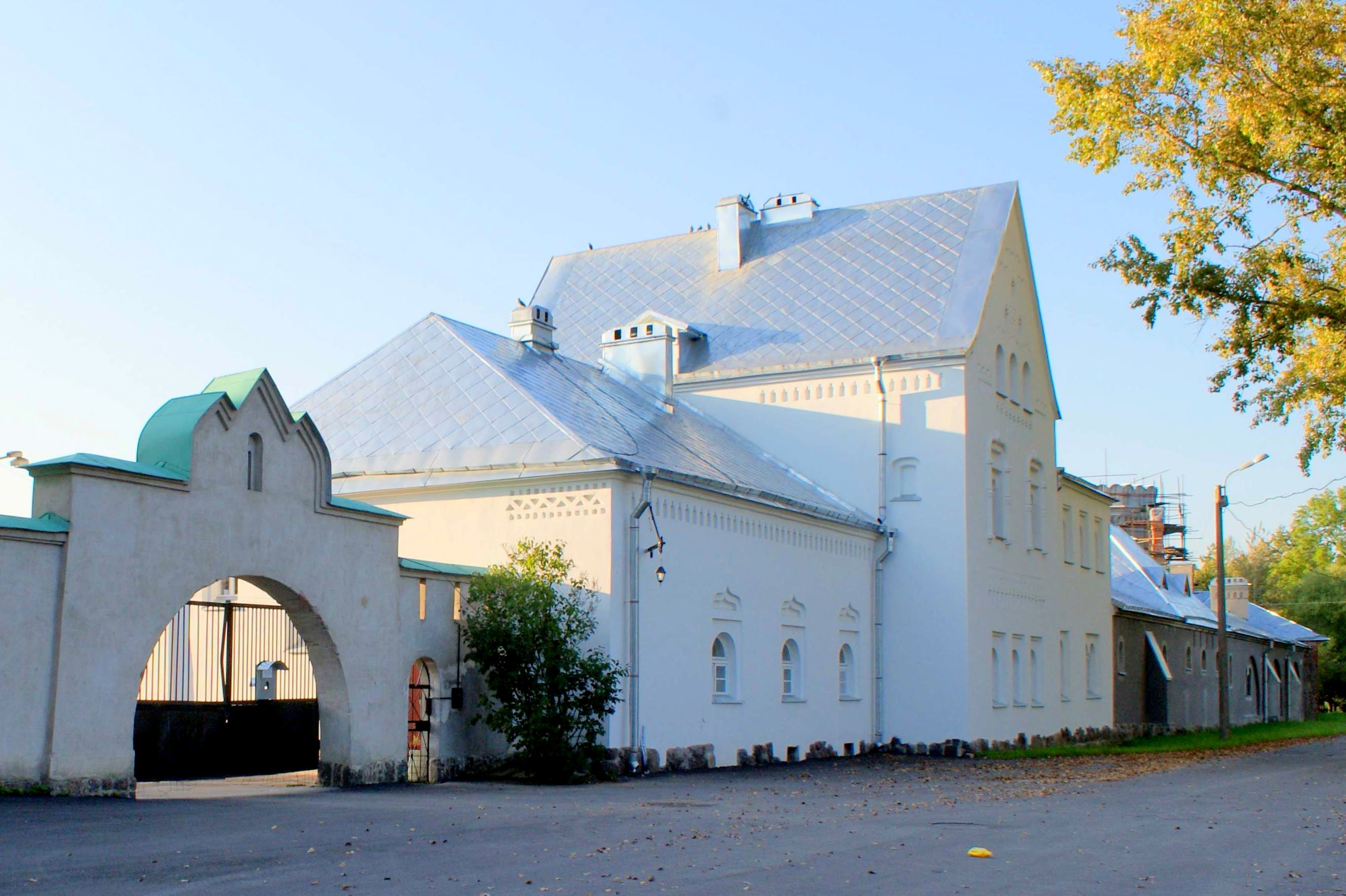
Белая палата и служебные ворота

Другое название — «белая палата». Здание было выстроено в 1915 году и вскоре надстроено третьим (мансардным) этажом под водолечебницу.
Здание располагается в восточной части городка и соединён с Жёлтой палатой стеной с воротами, ведущими во двор. Здание состоит из двух частей — одноэтажной, в которой располагалась прачечная, и трёхэтажной — для бань. Снаружи фасады были оштукатурены и выбелены. Крыша — железная; цоколь устроен из камней, вынутых на месте построек.

### Службы
Между Белой палатой и Домом для нижних чинов вдоль Академического переулка расположено здание служб, гаражей, конюшни, сараев и ледника. Это комплекс оштукатуренных одноэтажных зданий, покрытых железом.
В настоящее время используется частично под мастерские.

### Ворота

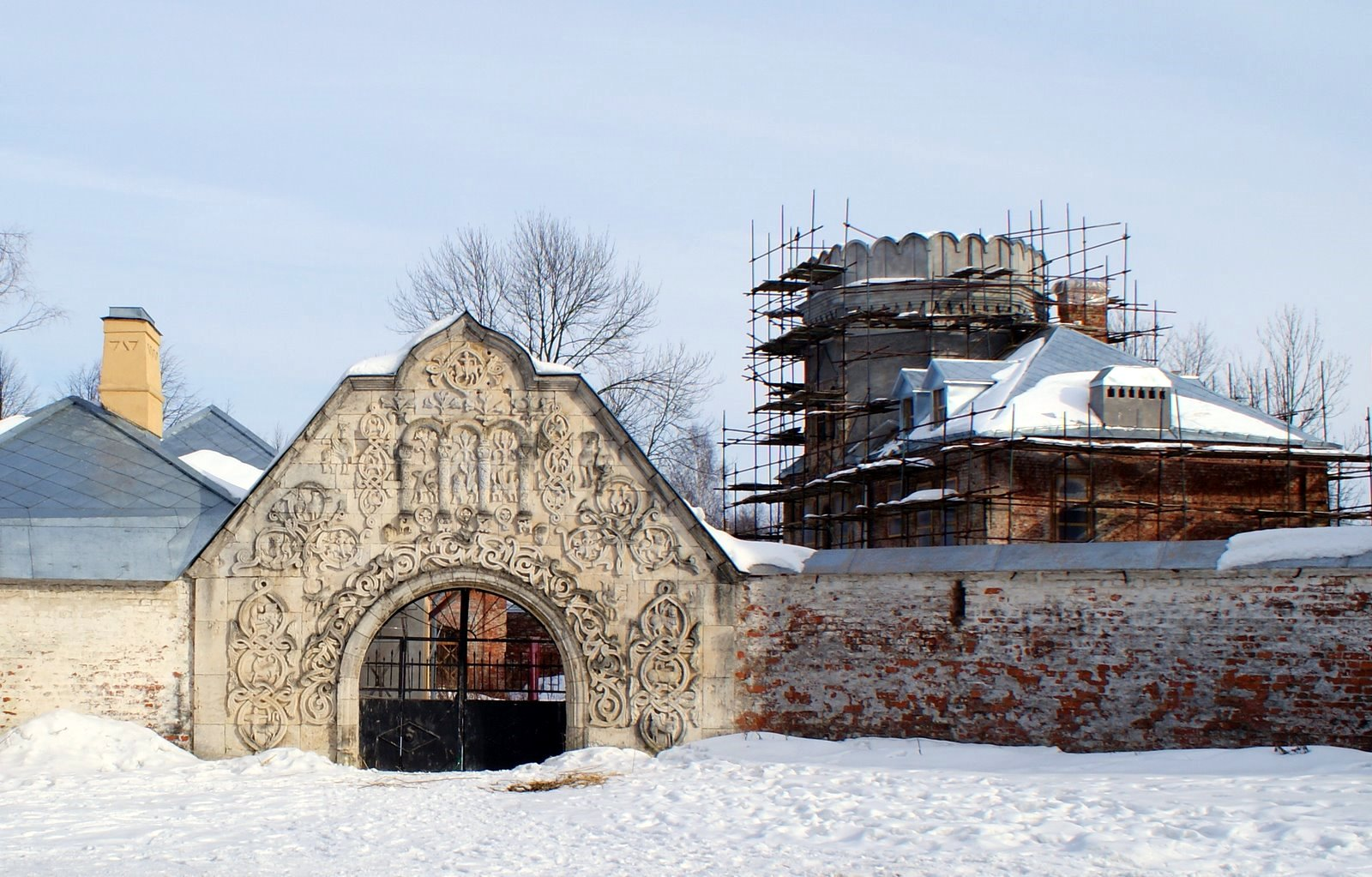
Белокаменные ворота

Во внутренний двор ведут несколько ворот:
- Ворота в «Ктиторский сад». Расположены с западной стороны, к югу от Трапезной палаты. Имеют резное в камне декоративное завершение.
- Главные ворота. Находятся между Трапезной и Белокаменной палатами, имея внутри внутренний переход. Ворота большого размера, но лаконичной архитектуры.
- «Белокаменные» ворота. Расположены между Белокаменной палатой и Северной угловой башней. Представляют наибольший художественный интерес. Ворота украшены богатой декоративной резьбой по старицкому камню, выполненной по мотивам, заимствованным из декора архитектуры Юрьева-Польского.
- «Служебные» ворота. Находятся с восточной стороны между Жёлтой и Белой палатой. На воротах отсутствуют элементы убранства.

### Башни и стены
Между зданиями Феодоровского городка были устроены стены, по углам которой расположены 6 башен. Часть башен двухэтажные, использовались в качестве сторожек.

## Территория вокруг городка
Рядом с комплексом находилась избушка сторожа, построенная также по проекту С. С. Кричинского. Располагалась она между Феодоровским собором и городком. Избушка была срублена в стиле северных построек из толстых брёвен и покрыта тесовой крышей. В ней проживал один из служащих собора.
Также рядом с Феодоровским городком был построен фонарь по проекту В. М. Максимова, сохранившийся до настоящего времени.

## В кино
Комплекс зданий Феодоровского городка несколько раз служил фоном для съёмок сцен некоторых фильмов:
- «Русский бунт» — сцена казни в 1774 году. В результате съёмок были установлены новые деревянные створы Главных ворот.
- «Война и мир» — сцены боёв, пожаров и ухода французских войск из сгоревшей Москвы и съёмки интерьеров Жёлтой палаты[14].